# Charlie Pee
Charlie Pee (Sabadell, 2 de maig de 1990) és una humorista i guionista catalana. A partir de la temporada 2021-2022, va presentar el programa L'última hora del matí de Catalunya Ràdio, juntament amb Quim Morales i Joel Díaz. Abans, havia sigut una de les presentadores del programa L'apocalipsi de Catalunya Ràdio. Organitza i presenta esdeveniments de monòlegs stand-up com el Comedy Gold i l'Altre Mic. També ha fet de guionista a la sèrie Drama a la plataforma Playz d'RTVE i a La Resistencia, de Movistar Plus+. Des de 2022 forma part del pòdcast El Carolate, presentat per Carolina Iglesias.
Nascuda a Sabadell l'any 1990, des de ben jove s'ha sentit més identificada com a Charlie Pee. Es va llicenciar en Traducció i interpretació a la Universitat Autònoma de Barcelona. De seguida, però, va decidir centrar-se en el món de l'humor. El febrer de 2015 va ser finalista del Concurs de Monòlegs d'Escaldes-Engordany a Andorra. Aquell mateix any també va guanyar el 1r Concurs de Monòlegs Stand up Comedy Club Barcelona i va començar a formar part de la companyia Pebrot Comedy, pionera en el món dels monòlegs stand-up en llengua catalana.